# Oana Pellea
Oana Pellea (Bucarest, 29 gennaio 1962) è un'attrice rumena.

## Biografia

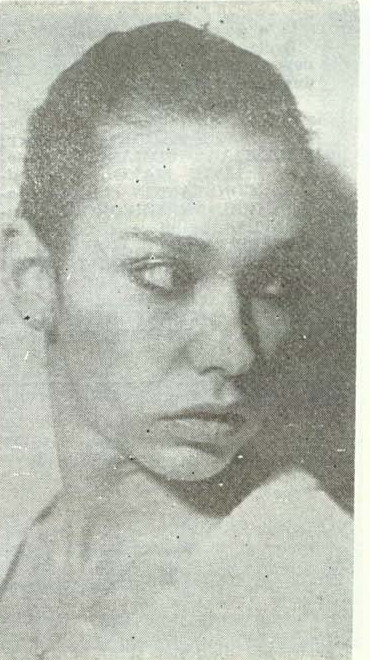
Oana Pellea (1985)

Figlia dell'attore rumeno Amza Pellea, ha studiato presso l'Istituto di teatro e arte cinematografica (l'odierno UNATC) e ha completato i suoi studi nel 1984. In carriera ha recitato in oltre 50 ruoli importanti a teatro e 20 in film. 

### Teatro

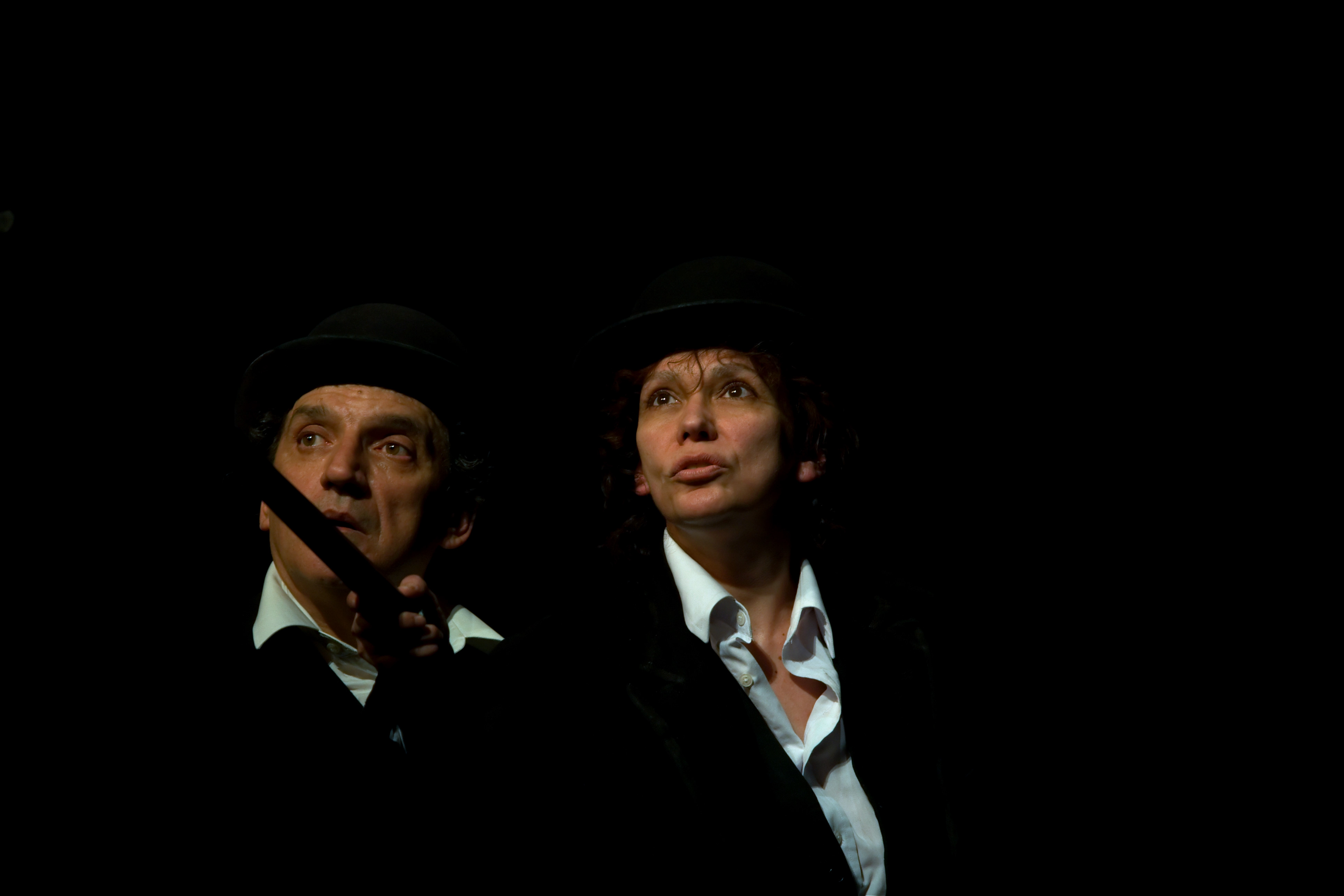
Mihai Gruia Sandu e Oana Pellea nello spettacolo teatrale Buzunarul cu pâine

Dal 1984 al 1987 ha lavorato al teatro di Piatra Neamț, poi è passata al teatro Bulandra dal 1987 al 1999 e ha partecipato a numerose tournée in America, Giappone ed Europa. Tra le sue esibizioni si menzionano i ruoli di Maša in Tre sorelle di Cechov e di Lucius in Giulio Cesare di Shakespeare, per il quale ha ricevuto il Premio Internazionale della Critica come "Migliore attrice". Altri ruoli importanti da lei interpretati sono Juliet in Mefisto di Klaus Mann, Catarina nella produzione di Mihai Măniuțiu de La bisbetica domata di Shakespeare, Drussila in Caligola di Albert Camus e il Tempo ne Il racconto d'inverno di Shakespeare diretto da Aleaxandru Darie.
Nel novembre 2011 ha interpretato al teatro Metropolis Jean Cocteau in Human Voice, diretto da Sandei Manu, per il cui ruolo è stata candidata al premio UNITER come migliore attrice.
Ha rappresentato la Romania in diversi festival teatrali internazionali, tra cui il festival annuale dell'Unione Europea del Teatro, il Festival Klang Bogen di Vienna, il Festival internazionale della francofonia in Francia e il Festival americano in Canada.

### Cinema
Nel 2006 ha recitato con Clive Owen nel film Children of men diretto da Alfonso Cuaron. L'anno successivo è stata scelta per la produzione britannica I really hate my job diretto da Oliver Parker e per Fire and Ice diretto da Jean-Christophe Comar.
Ha recitato in rumeno, francese, inglese e italiano, partecipando a varie produzioni internazionali, tra cui la produzione francorumena Joan of Arc-Extrase dintr un dosar e quella teatrale francocanadese Mă tot duc, diretta da Marc Doré. 

### Libri
Nel giugno 2009 ha pubblicato il suo primo libro Jurnal 2003-2009 con la casa editrice Humanitas. L'opera ha registrato oltre 15.000 copie vendute in meno di tre mesi (agosto 2009) e nell'ottobre dello stesso anno ha raggiunto una diffusione record di 32.000 copie.

## Premi e riconoscimenti
Michele I di Romania ha conferito a Oana Pellea l'onorificenza della Croce della Casa Reale di Romania il 25 ottobre 2012, mentre nel 2010 l'Accademia rumena le ha assegnato il Premio Aristizza Romanescu per la carriera teatrale e cinematografica. 
Oana Pellea ha ricevuto due volte il titolo di migliore attrice teatrale in Romania, ha vinto due volte il Premio dell'Unione Popolare del Teatro Rumeno (UNITER) per la migliore attrice ed è stata insignita del premio della Fondazione culturale rumena per la sua carriera internazionale. Ha inoltre ricevuto numerosi premi internazionali per il suo ruolo da protagonista in Stare, diretto da Stere Gulea, tra cui quello di migliore attrice al Festival del cinema di Ginevra, quello del San Marino Political Film Festival e quello del Festival Internazionale "Aquila reale" di Batumi, in Georgia. 
Il 13 maggio 2009 ha ricevuto il Gran Premio del Festival della commedia rumena "FestCO". Nel 2015 ha vinto il premio Persona dell'anno nella categoria degli attori istituito dallo Ziarul Cotidianul. 

## Filmografia
- Puterea și adevărul (1972)
- Concurs (1982)
- Faleze de nisip (1983)
- Der Mann mit dem Ring im Ohr (1984)
- Acasă (1984)
- Rîdeți ca-n viață (1985)
- François Villon – Poetul vagabond - serie TV (1987)
- With Love - film TV (1989)
- Maria Mirabela în Tranzistoria (1989)
- Cine are dreptate? - (1990)
- Unde la soare e frig (Where It Is Cold in the Sun) (1991)
- Vulpe - vânător (1993)
- Nostradamus, Landlady (Nostradamus - Prophezeiungen des Schreckens) (1994)
- Stare de fapt (1995)
- Alta tensione, regia di Alexandre Aja (2003)
- Camera ascunsă (Never Enough) (2004)
- Fehér tenyér (White Palms) (2006)
- Păcatele Evei, regia di Adrian Batista (2005)
- Children of Men, regia di Alfonso Cuarón (2006)
- Youth Without Youth (Tinerețe fără tinerețe) (2007)
- I Really Hate My Job, regia di Oliver Parker (2007)
- Cu un pas înainte, regia di Bogdan Tiberiu Dumitrescu (2007)
- Fire & Ice - Le cronache del drago, regia di Pitof - film TV (2008)
- Biblioteque Pascal, regia di Szabolcz Hajdu (2010)
- Uniți, salvăm  (2014)
- The Gambler (2015)
- Noua viață a lui Kron - doppiagio (2018)
- Triplusec (2018)
- Moromeții 2 (2018)